# Lori Chalupny
Lori Christine Chalupny, mais conhecida como Lori Chalupny (St. Louis, 29 de janeiro de 1984), é uma futebolista estadunidense aposentada, que atuava como meia. Jogou pelo Saint Louis Athletica e pela Seleção de Futebol Feminino dos Estados Unidos.